# G. H. Bennett
George Henry Bennett (auch Harry Bennett); (geboren 4. Januar 1967) ist ein britischer Historiker.

## Leben
George Henry Bennett studierte ab 1986 an der Loughborough University mit einem Bachelor-Abschluss und wurde 1993 an der University of Leicester in Geschichte promoviert. Seine erste wissenschaftliche Arbeit befasste sich mit dem britischen Außenminister in der Zeit nach dem Ersten Weltkrieg Lord Curzon. 
Bennett begann 1992 als Lecturer für Geschichte an der University of Plymouth. Er leitete an der Universität die American Studies und wurde Associate Professor und Reader für Geschichte. Bennett ist außerdem ein Trustee des Museums des Britannia Royal Naval College. 

## Schriften (Auswahl)
- British Foreign Policy during the Curzon Period, 1919–24. New York : St. Martin’s Press, 1995
- George H. Bennett, Roy Bennett: Survivors: British Merchant Seamen in the Second World War. Rio Grande, OH : Hambledon Press, 1999
- George H. Bennett, Marion Gibson: The later life of Lord Curzon of Kedleston aristocrat, writer, politicia : aristocrat, writer, politician, statesman; an experiment in political biography. Lewiston, NY : Edwin Mellen Press, 2000
- The American Presidency, 1945–2000: Illusions of Grandeur. Stroud : Sutton, 2000
- An American Regiment in Devon: The U.S. Army’s 116th Infantry Regiment, Omaha Beach and the Photography of Olin Dows. Flash-Thunder Press, 2003
- (Hrsg.): Roosevelt’s Peacetime Administrations, 1933–41: A Documentary History of the New Deal Years. New York : Manchester University Press, 2004
- George H. Bennett, Roy Bennett: Hitler’s admirals. Annapolis, Md. : Naval Inst. Press, 2004
  - Hitlers Admirale. Übersetzung Jürgen Rohweder. Hamburg : Mittler, 2009
- Destination Normandy : three American regiments on D-Day. Westport, Conn : Praeger Security International, 2007
- George H. Bennett, Gilbert S. Guinn: British Naval Aviation in World War II: The U.S. Navy and Anglo-American Relations. Tauris Academic Studies, 2007
- The Nazi, the painter, and the forgotten story of the SS road. London : Reaktion Books, 2012